# Elliott Prairie
Elliott Prairie az Amerikai Egyesült Államok Oregon államának Clackamas megyéjében elhelyezkedő önkormányzat nélküli település.